# Copa Intercontinental FIBA 2017
La Copa Intercontinental de 2017 fue la vigésima sexta edición del máximo torneo internacional a nivel de clubes de baloncesto, vigésima primera segunda la denominación de Copa Intercontinental y quinta desde su reanudación en 2013.
De la misma participaron dos equipos, uno representando al continente europeo y otro en representación del continente americano. Por parte de Europa acudió el Iberostar Tenerife, campeón de la FIBA Champions League (no siendo la máxima competición continental) y por parte de América jugó Guaros de Lara, campeón de la Liga de las Américas.

## Sede
| San Cristóbal de La Laguna                 |
| ------------------------------------------ |
| Pabellón Insular Santiago Martín           |
| 28°27′30″N 16°17′49″E / 28.45833, 16.29694 |
| Capacidad: 5100 espectadores               |
|                                            |

## Participantes
| Iberostar Tenerife Campeón de la FIBA Champions League 2016-17 | Guaros de Lara Campeón de la Liga de las Américas 2017 |

## Formato
El torneo cuenta con un único partido en una única sede. El ganador del encuentro se proclama campeón.

## Desarrollo
| Iberostar Tenerife 76 | Guaros de Lara 71 |

## Estadísticas
| 24 de septiembre, 18:00 (UTC+1) | Iberostar Tenerife                                 | 76–71                | Guaros de Lara                                  | San Cristóbal de La Laguna, Tenerife                                                                |  |
|                                 | Parciales: 14–17, 22–22, 20–16, 20–16              |                      |                                                 | |  |
|                                 | Estadísticas Tobey 21 Tobey 9 Abromaitis y White 3 | Reporte Pts Reb Asts | Estadísticas 23 Little 11 Colmenares 6 Robinson | Pabellón: Pabellón Insular Santiago Martín Árbitros: Cristiano Maranho Manuel Mazzoni Omar Bermúdez |  |

| Jugador    | Jugador            | Pts            | Reb            | As             | Min            |
| ---------- | ------------------ | -------------- | -------------- | -------------- | -------------- |
| 00         | Rodrigo San Miguel | 4              | 3              | 1              | 26:07          |
| 5          | Nicolás Richotti   | 11             | 3              | 1              | 24:22          |
| 13         | Mike Tobey         | 21             | 9              | 1              | 26:26          |
| 20         | Mateusz Ponitka    | 8              | 1              | 1              | 21:53          |
| 21         | Tim Abromaitis     | 6              | 4              | 3              | 26:40          |
| Suplentes  |                    |                |                |                |                |
| 7          | Mamadou Niang      | 2              | 2              | 0              | 3:06           |
| 10         | Ferrán Bassas      | 0              | 1              | 2              | 10:07          |
| 17         | Fran Vázquez       | 4              | 8              | 0              | 9:43           |
| 9          | Mads Bonde         | 0              | 0              | 0              | 0:00           |
| 25         | Rosco Allen        | 4              | 2              | 0              | 13:23          |
| 33         | Javier Beirán      | 2              | 2              | 2              | 15:55          |
| 34         | Davin White        | 14             | 0              | 3              | 22:12          |
| Entrenador | Entrenador         | Nenad Marković | Nenad Marković | Nenad Marković | Nenad Marković |

| Jugador    | Jugador           | Pts               | Reb               | As                | Min               |
| ---------- | ----------------- | ----------------- | ----------------- | ----------------- | ----------------- |
| 2          | Nate Robinson     | 10                | 1                 | 6                 | 30:30             |
| 23         | Mario Little      | 23                | 4                 | 1                 | 26:14             |
| 10         | José Vargas       | 6                 | 7                 | 1                 | 26:41             |
| 43         | Néstor Colmenares | 10                | 11                | 3                 | 26:46             |
| 0          | Gregory Echenique | 11                | 4                 | 0                 | 26:23             |
| Suplentes  |                   |                   |                   |                   |                   |
| 5          | Jose Martinez     | 0                 | 0                 | 0                 | 0:00              |
| 11         | Luis Bethelmy     | 3                 | 0                 | 1                 | 13:16             |
| 17         | Amos Acosta       | 0                 | 0                 | 0                 | 0:00              |
| 19         | Heissler Guillent | 2                 | 0                 | 2                 | 18:16             |
| 20         | Yohanner Sifontes | 0                 | 0                 | 0                 | 0:00              |
| 32         | Zach Graham       | 3                 | 3                 | 0                 | 21:01             |
| 55         | Robert Upshaw     | 3                 | 2                 | 0                 | 10:49             |
| Entrenador | Entrenador        | Guillermo Vecchio | Guillermo Vecchio | Guillermo Vecchio | Guillermo Vecchio |

Iberostar Tenerife

Campeón

1.º título